# Geringhoff (Unternehmen)
Die Carl Geringhoff GmbH & Co. KG ist ein international tätiges Maschinenbauunternehmen mit Hauptsitz in Ahlen (Westfalen). Geringhoff entwickelt und produziert Erntevorsätze für Mähdrescher, die für die Ernte verschiedenster Fruchtarten geeignet sind.

## Geschichte
Carl Geringhoff gründete im Jahr 1880 das Schmiede- und Landmaschinenhandelsunternehmen, ausgerichtet auf Erntetechnik und Lokomobile in Ahlen. Ab 1890 wurden Dreschmaschinen entwickelt, später folgte die Fertigung zusätzlicher Trocknungsmaschinen.
1928 übernahm das Unternehmen die in finanzielle Schwierigkeiten geratenen Petermann-Werke. Der Unternehmensgründer starb im Juni 1944. Ab 1955 spezialisierte sich das Unternehmen auf Maisrebler zur Entkörnung von Maiskolben, 1958 stieg das Unternehmen in die Entwicklung von Maispflückern für Ackerschlepper ein.

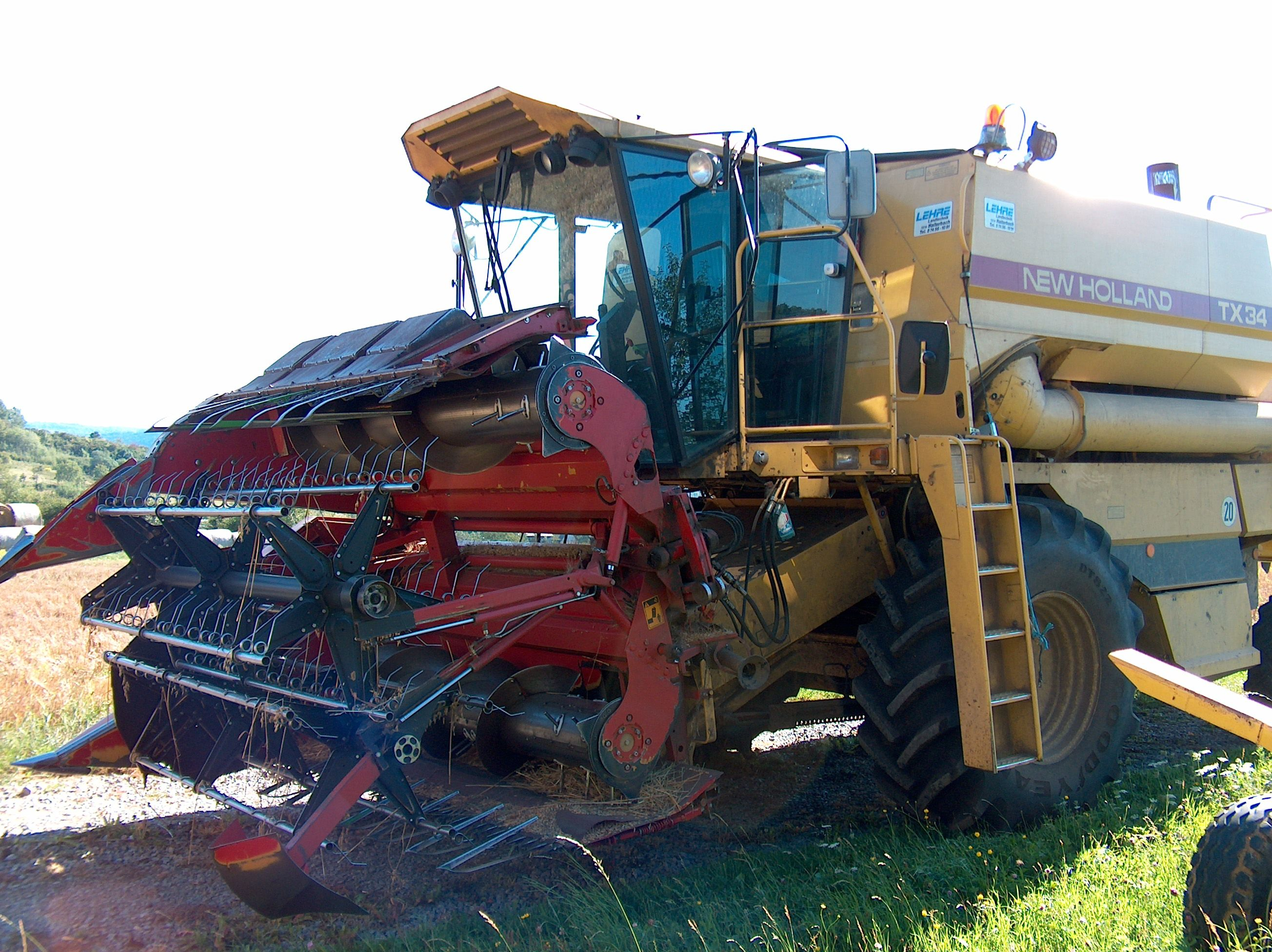
Klappschneidwerk von Geringhoff

Anfang der 1960er Jahre entwickelte Geringhoff in Zusammenarbeit mit Daimler-Benz den ersten europäischen selbstfahrenden Maisernter, der auf einem Unimog-Fahrgestellt aufgebaut war. Kurze Zeit später baute das Unternehmen Maispflückvorsätze für Mähdrescher mit zwei, vier und mehr Reihen. 1983 wurde der weltweit erste zum Straßentransport klappbare Maispflückvorsatz vorgestellt. 1988 entwickelte das Unternehmen die ersten Getreideschneidwerke, die ab 1989 auch klappbar angeboten wurden.
1991 verlagerte das Unternehmen die Produktion auf ein 4,5 Hektar große Gelände an der Gersteinstraße in Ahlen im Industriegebiet Ost. Der alte Firmensitz im Ahlener Norden, zunächst noch als Lager genutzt, wurde zur Industriebrache. Nach dem Abriss der Altanlagen entstand auf dem Gelände 2014 das Wohngebiet „Quartier Geringhoff“. Seine Fläche beträgt laut Angaben der Westfälischen Nachrichten 5000 m². Im Jahr 2017 waren die meisten Grundstücke bebaut.
1995 brachte Geringhoff den Rota Disc heraus, einen Maispflücker mit einer neuen Dreirotorentechnik und integrierter Strohzerkleinerung. Mit der Serieneinführung des Getriebeantriebs gelang Geringhoff 1997 erstmals ein Maispflückvorsatz ohne Riemen und Ketten zur Kraftübertragung. 1998 erfolgte die Markteinführung des Mais Star in Nordamerika, Afrika und Teilen von Süd-Europa als Spezialmaschine für extreme Erntebedingungen.
Nach 2000 verließen erste 12-reihige, klappbare Maispflücker für Großmähdrescher das Werk Richtung Nordamerika. 2004 präsentierte Geringhoff den ersten Maispflücker mit aktivem Horizontalschnitt-Stoppeltrenner. 2007 wurden das weltweit erste klappbare Getreideschneidwerk mit stufenlos verstellbarem Tisch und erste Sonnenblumen-Erntevorsätze vorgestellt.

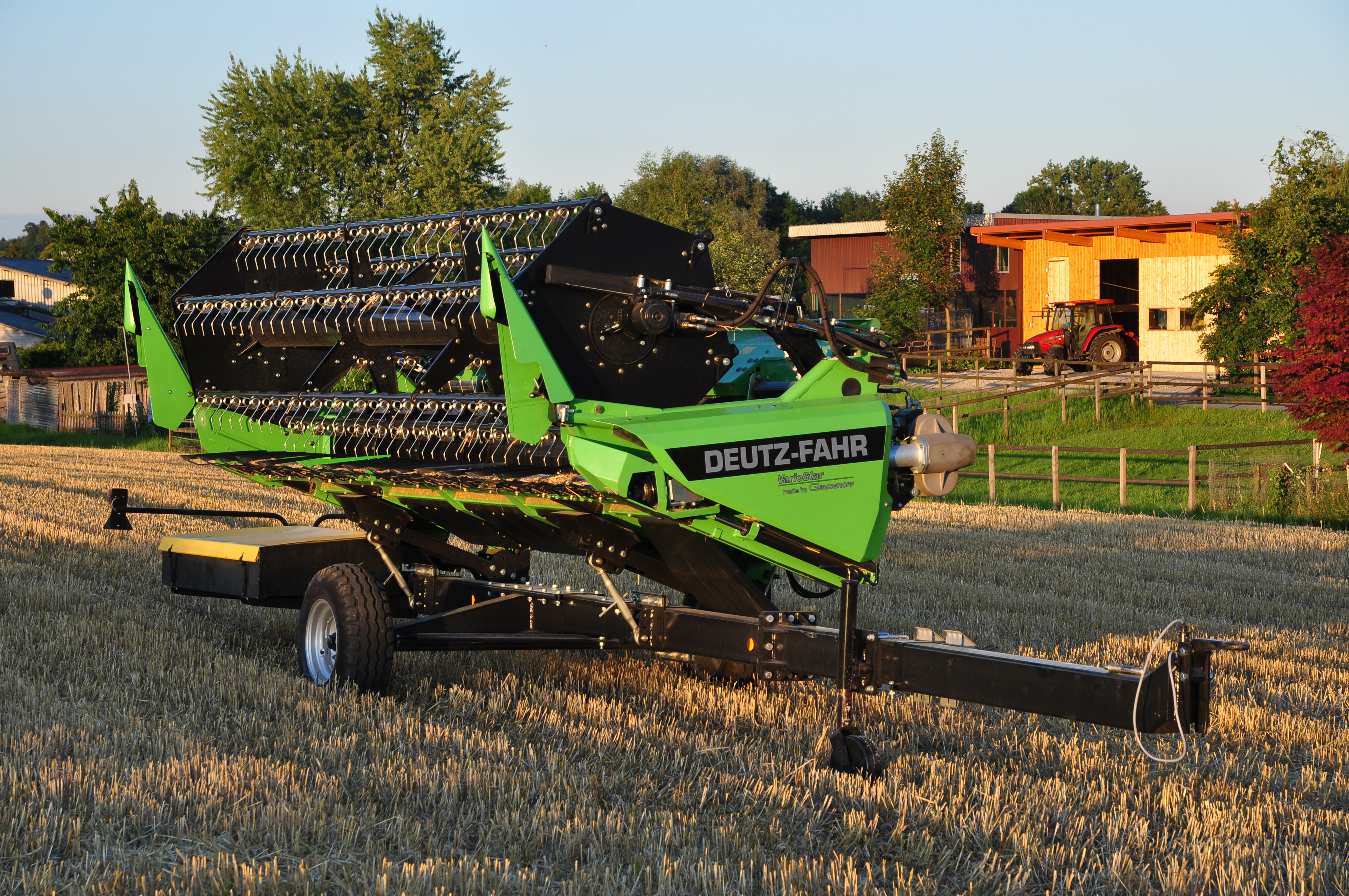
Deutz-Fahr 'VarioStar' (Geringhoff-Schneidwerk eines Deutz-Fahr-Mähdreschers auf Schneidwerkwagen)

2011 erweiterte das Bandschneidwerk TriFlex die Produktpalette. Zum ersten Mal wurde auf eine starre Querförderschnecke verzichtet. Stattdessen kamen breite Förderbänder zum Einsatz. Im gleichen Jahr stellte Geringhoff auf der Agritechnica in Hannover den weltweit ersten reihenunabhängigen Maispflücker Independence vor.
Am 11. September 2012 gab Geringhoff die Gründung einer zweiten Produktionsstätte in St. Cloud (Minnesota) bekannt. Am neuen Standort sollen Maispflücker für den amerikanischen Markt gefertigt und ausgeliefert werden. Auch die Ahlener Betriebsstätte wurde um den Kauf des vormaligen Kosmann-Geländes erweitert.
Geringhoff ist in zahlreichen Ländern weltweit vertreten. Erntevorsätze von Geringhoff finden sich als Erstausstattung verschiedener Hersteller wie Deutz-Fahr oder John Deere.

## Auszeichnungen
Die Gewerbliche Ausstellung für Küche, Keller, Haus und Hof zu Bad Hamm 1900 zeichnete das Unternehmen am 26. Mai 1902 mit dem „Ehrendiplom“ und die „Goldene Medaille“ aus.
Im Vorfeld der Landwirtschaftsmesse SIMA 2013 wurde Geringhoff für den reihenunabhängigen Maispflücker „Independence“ mit einem SIMA Innovation Award in Form einer „Lobenden Erwähnung“ ausgezeichnet.
Geringhoff erhielt am 23. Oktober 2014 für die herausragenden Arbeiten der letzten Jahre den Ahlener Wirtschaftspreis in Gestalt des „Ahlener Mammuts“.

## Gesellschaftliches Engagement
Mit Unterstützung des Integrationsfachdienstes in Soest beschäftigt das Unternehmen Menschen mit Behinderung, die in qualifizierten Sparten des Unternehmens tätig sind.

## Historische Dreschmaschinen in Sammlungen
Historische Dreschmaschinen befinden sich in verschiedenen technischen Sammlungen und Heimatmuseen wie dem Landschaftsmuseum Angeln oder dem Lebendigen Museum in Odershausen: Dort werden auf einem alten Bauernhof landwirtschaftliche Maschinen und das frühere bäuerliche Leben präsentiert. Bauherr war der Magistrat der Stadt Bad Wildungen, ein Ausweichquartier ist seit April 2008 der Pferde-Stärken-Club in Isselhorst.

## Belege
1. 1 2  Carl Geringhoff GmbH & Co. Kommanditgesellschaft, Ahlen - Konzernabschluss zum Geschäftsjahr vom 01.11.2022 bis zum 31.10.2023. In: Unternehmensregister.de. Carl Geringhoff GmbH & Co. Kommanditgesellschaft, 13. März 2025, abgerufen am 18. August 2025 (deutsch).
2. ↑  Westfälische Tageszeitung vom 27. Juni 1944, abgerufen über deutsche-digitale-bibliothek.de am 25. Januar 2025, Direktlink.
3. ↑  Technik und Landwirtschaft: Landtechnischer Ratgeber, Band 13, 1961, S. 147 f.
4. ↑  Jörg Pastoor: Geringhoff-Altsitz: Kurzer Prozess für die Keimzelle, Westfälische Nachrichten, 12. April 2011
5. ↑  Carl Geringhoff Landmaschinen, Bilderserie zur Industriebrache Geringhoff, Website Lost Areas von Ingo Bornemann, abgerufen am 23. April 2014
6. ↑  Christian Wolff: Geringhoff-Brache vor dem Abriss: Die Entkernung läuft, Westfälische Nachrichten, 14. April 2014
7. ↑  Christian Wolff: Letztes Filetstück im „Quartier Geringhoff“. In: Westfälische Nachrichten. 27. April 2017, abgerufen am 6. Februar 2023.
8. ↑  Geringhoff mit TriFlex unterwegs, Profi-Magazin für Agrartechnik, 28. April 2010
9. ↑  Geringhoff gründet Gesellschaft in den USA, Profi-Magazin für Agrartechnik, 29. September 2012
10. ↑  Amerikaner von Geringhoff begeistert, Die Glocke (Tageszeitung), 30. November 2012
11. ↑  Jörg Pastoor: Auch nach 132 Jahren auf Wachtumskurs: Geringhoff schneidet gut ab, Ahlener Zeitung, 22. Juni 2012
12. ↑  Hubert Wilmer: Praxistest Deutz-Fahr 6060 HTS: Bewährt ist nicht verkehrt (Memento vom 2. August 2016 im Internet Archive), Testbericht mit VarioStar 550 von Geringhoff, Sonderdruck aus Profi 03/2011 auf deutz-fahr.at
13. ↑  John Deere Vario Star Schneidwerke, Profi-Magazin für Agrartechnik, 22. Dezember 2012
14. ↑  SIMA Innovation Awards 2013, landtechnikmagazin.de, abgerufen am 11. Dezember 2013.
15. ↑   Archivlink (Memento vom 2. April 2015 im Internet Archive), Ahlener Wirtschaftspreis geht an Geringhoff, abgerufen am 28. September 2014.
16. ↑  Jahresbericht des LWL-Integrationsamtes Westfalen: In über 6.700 Fällen Menschen mit Behinderung im Arbeitsleben finanziell unterstützt, Pressemitteilung des Landschaftsverbands Westfalen-Lippe, 21. September 2010
17. ↑  Dreschmaschine der Firma Carl Geringhoff in Westfalen. Baujahr 1924, fotocommunity.de, 3. November 2008, abgerufen am 30. Mai 2013
18. ↑  Lebendiges Museum Odershausen, Website Kraft- und Dampfmaschinen von Albert Gieseler, abgerufen am 31. Mai 2013
19. ↑  Verhandlung mit Schnaps: Club erhält Maschine, Zeitungsartikel Neue Westfälische vom 28. April 2008, abgerufen am 31. März 2013
20. ↑  Quellen und Forschungen zur Geschichte der Stadt Ahlen: Carl Geringhoff, Maschinenfabrik Ahlen, S. 211 und 339, ISBN 3-00-017972-0 (Online, PDF; 3,2 MB) abgerufen am 30. Mai 2013